# ゆうやみ特攻隊
『ゆうやみ特攻隊』（ゆうやみとっこうたい）は、押切蓮介による日本のホラー漫画。『月刊少年シリウス』（講談社）に2007年1月号から2014年7月号まで連載された。
心霊事件を扱う高校の部活「心霊探偵部」の活躍を描く。キャッチフレーズは「肉弾ホラーアクション」。
開始当初は『でろでろ』と同様の「ホラーを題材としたシュールギャグ漫画」としての色が強かったが、第2巻より「伝奇的要素を多分に押し出したバトルアクション漫画」に路線変更した。ホラー調ながらもコメディ要素が強かったこれまでの押切作品とは違い、激しいアクションシーンや猟奇的な描写が含まれており、特に戦闘描写の迫力を藤田和日郎から激賞された。

## あらすじ
姫山高校に通う気弱な少年・辻翔平は、悪霊に殺された姉・晴子の仇を討つため、実体を持たないはずの霊体に物理的な暴力で対抗できる特殊能力者・花岡弥依（通称：隊長）が主宰する「心霊探偵部」に入部する。部の雑用係に任命された辻は、弥依、部員仲間の越島カエデ（通称：カエ）、部内で飼われている霊感犬の2号と共に、近隣で発生する怪奇現象を半ば強引なやり方で解決へ導いていった。
そんな中、心霊探偵部は、依頼で偶然にも辻のかつての生家を訪れ、晴子が殺された事件の真相を知る。晴子を殺した悪霊の手掛かりを掴んだ隊長は、2号が念写した悪霊の写真を運営サイトに公開した後、心霊探偵部に乗り込み制裁を行おうとした刺客を返り討ちにした。刺客の正体が黒首島出身の女性・鉄松子であることが判明すると同時に、悪霊の在り処が黒首島であることを突き止める。
自分の両親が黒首島で出会った事実を知った辻は、冬休みを利用して単独で黒首島へ向かう。が、その旅路に隊長、カエ、2号も同行。彼女らは鉄家の内通者の依頼で黒首島に行くことになっていた。
こうして心霊探偵部は黒首島に上陸し、陰謀が渦巻く壮絶な戦いに挑むことになる。

## 登場人物

### 心霊探偵部
辻 翔平（つじ しょうへい）
高校1年生。幼少の頃に目の前で姉を悪霊に惨殺され、復讐のため心霊探偵部に入部した。
霊を肉眼で見ることができるが、極度の怖がり。しかし極限まで追い詰められた際に発揮する爆発力はかなりのもので、それで幾度か窮地を脱した。姉と母親が死亡し、父親も失踪したことで一家離散しており、現在は祖父母に引き取られて暮らしている。薄茶色の変わった髪の色をしているが、これは幼少時に姉の無残な死に様を目の当たりにしたショックでなったもの。
黒首島での一連の事件に関わる中、己の家族を襲った不幸が、実は島の祟り神である悪霊と鉄一族に連なる因縁によるものであったという事実を知る。また、自身が鉄一族の血を引いていることも判明する。
心霊探偵部での修行や黒首島の戦いの中で精神的にたくましくなり、鉄一族であることが判明した後、萌の勧めでうつぼ神の神域に潜って「力」を得る。最終決戦に勝利した後は元に戻った。
- 能力

詳細は不明だが、鉄家の犠牲となった無数の霊を体内に取り込み、ひとつひとつは小さいその想いを凝縮させることで身体能力を爆発的に向上させる能力である模様。そのため、個人的な怒りや憎悪だけで戦おうとすると力を発揮できないが、島での激戦の中、花岡が斃れたことをきっかけに力を自在に振るえるようになり、異能を持つ鉄一族を相手に互角以上に渡り合った。
花岡 弥依（はなおか やより） / 隊長
高校2年生。心霊探偵部の部長。リーダーを自称しており、部員には「隊長」と呼ばせている。ジャージと鉄下駄を愛用する。
金に汚く自分勝手で暴力的だが、信念は通す姉御肌の性格であり、意外と面倒見もよく、仲間想い。また、悪霊に媚びへつらう人間や、それにされるがままになっている人間を軽蔑し、嫌悪している。激戦の中で斃れ、仮死状態となったが、霊体のまま翔平に加勢しミダレガミと戦い、その後蘇生した。
- 能力

霊体に手で触れることができる特異体質の持ち主であり、「霊に対して容赦ない暴力を振るうことで恐怖を刻み込み、無理矢理現世から退散＝成仏させる」という型破りかつ奇想天外な除霊法を得意とする。その凄まじい力が発揮される対象は霊体だけに留まらず、人間が相手でも高い戦闘能力を見せ、単純な腕力そのものも他を圧倒する。
また、棍棒で殴られても平然としているほどの耐久力や、至近距離から発射された飛び道具を難なく回避できる反射神経に加え、神経毒を塗った矢で射られても短時間で回復するほどの生命力も有する。さらに、激しい拷問にも声一つ上げずに耐え切る精神の強さも武器である。なぜ一般人でありながらこれほど強いかは不明。
越島 カエデ（こしじま カエデ） / カエ
高校2年生。心霊探偵部の情報収集担当。学校ではセーラー服の上に白衣を羽織っている。隊長とは長い付き合いらしく、彼女の傍若無人をたしなめることの出来る唯一の人物。
優しい性格でやや呑気だが、いじめっ子に鉄拳制裁を加え、仲間がピンチの際には敵に殴りかかるような正義感と行動力を持ち合わせている。特殊能力はないが、護身用として格闘術を身に着けており、辻や隊長には劣るものの、雑魚相手なら倒せる実力を持つ。
2号（にごう）
霊感犬として心霊探偵部で飼育されている犬。初代は殉職した。食事と散歩以外に興味を示さない平和な性格で、霊に対しては辻なみに怖がり。初代のようになりたいと願っている。
戦闘能力が皆無なせいもあり、鉄との戦いが本格的になるのに比例して出番がほとんど無くなる。
- 能力

念写能力があり、ミダレガミを撮影してみせた。
初代（しょだい）
心霊探偵部の霊感犬で2号の前代。額に×字型の傷がある。既に殉職しているため本編では2号の回想で登場したのみである。殉職原因は不明。
2号と違い勇敢だったようで、2号に飯を分け与え、「オレについてこい!」と自ら前を行くなど、2号にとっての兄貴的存在だったようだ。2号の回想の中では犬なのになぜかタバコを吸っている。

### ゲスト
校長
辻たちが通う姫山高の校長。身辺で発生する怪異の解決を心霊探偵部に依頼する。ヅラ。
丸協 茶太郎（まるきょう ちゃたろう）
丸協デパートの会長。麻雀仲間である校長のツテを頼り、心霊探偵部に丸協デパートで発生している心霊現象の解決を依頼しに来る。
下山 操（しもやま みさお）
丸協デパート事件で負傷し、姫山総合病院に入院した辻が出会った少女。病室で発生した怪異によって容態が悪化し続けている。
下山 信司（しもやま しんじ）
操の弟。操を見舞いに来て辻と知り合った。生意気な小学生だが、姉思いである。
星野（ほしの）
カエデの元クラスメイト。性質の悪い女子グループから執拗なイジメに遭っている。昔は威勢がよかったらしい。

### 辻の家族
辻 晴子（つじ はるこ）
辻の姉。9年前、幼い辻の目の前でミダレガミに首を引き千切られて死んだが、表向きには心筋梗塞で急死したことになっている。辻は余りに凄惨な出来事ゆえにその時の詳細な記憶を失っており、廃屋となったかつての自宅に帰って来てもしばらくは気付かなかった。
辻 伸子（つじ のぶこ） / 鉄 伸子（くろがね のぶこ）
辻姉弟の母親で、晴子がミダレガミに殺された後すぐに死んでいる。
実は黒首島の出身者であり至道の姉。14歳の時に儀式に出されたところを正男に救い出され、島の外に連れ出された。
辻 正男（つじ まさお）
辻姉弟の父親。学生時代、大学で考古学を専攻しており、調査のために黒首島に渡った際、当時14歳の伸子と知り合い、父親の手を借りて島から強奪する形で伸子を救出し、後年に彼女と結婚した。
娘と妻の死の直後に行方不明になっていたが、晴子の霊に導かれた辻によって遺体が発見される。死後もミダレガミに囚われている妻と娘の魂を解き放つため、再度島に潜入したが捕らえられてしまい、鉄一族によって惨殺されていた。
その後、辻のうつぼ神との交信の際に魂の状態で姿を現し、他の鉄一族による犠牲者の魂とともに自ら贄となる。すべての戦いが終わった後は天に上って行った。
辻の祖父
辻の父方の祖父。両親と姉を失った辻を引き取って育てている。クルーザーを所有しており、操縦もできる。
かつて正男が伸子を救い出す際に共に黒首島に行ったことがあり、島の異常な様子を知っている。
辻の祖母
辻の父方の祖母。両親と姉を失った辻を引き取って育てている。
黒首島についての詳細は知らない様子だが勘が鋭く、晴子の死に関することにも疑いを持っている。

### 鉄一族
鉄 龍生（くろがね りゅうき）
ミダレガミを祀り黒首島を牛耳る鉄家の長男。のっそりとした大男。
兄弟の中で一番信仰心が強く、ミダレガミの力を尊崇する一方で、その凄まじい呪いの念が一族にも及ぶことを恐れている。うつぼ神の力を得た辻に圧倒され、ほぼ一方的に叩きのめされ敗れた。
- 能力

不死身に近い肉体を持っているらしく、胸を杭で串刺しにされた上に首の骨を折られても、短時間で復活してのけた。全身に仕込んだ器具の他、手や足などを拷問器具に見立てて相手を殺す『拷問拳』の使い手。
鉄 利久（くろがね りく）
鉄家の次男。要と翠の父親。一見穏健な男で、龍生を諫めたり、島内での事件に手を回すなど、裏方のような役割をしている。辻の父親を惨殺した張本人の1人。最終決戦で三つ巴の親子同士の殺し合いに敗れ重傷を負う。
- 能力

背中から無数の骨を放って相手を攻撃する。
鉄 至道（くろがね しどう）
鉄家の三男。黒い長髪の女性（本人曰く「姉やん（＝伸子）似の女」）を好んで『煉獄部屋』という拷問部屋に監禁するなど、残虐で変態的な性格。反旗を翻した要に拷問されつつ殺され、死体は袋に詰め込まれた。
- 能力

凄まじい跳躍力と身のこなしを誇る。
鉄 磊誠（くろがね らいせい）
鉄家の長。齢150歳にしていまだ現役。「3人の息子や孫たちの他に隠し子がいてもおかしくない」と言われるほど性欲旺盛で、肉欲に溺れたいがために悪霊を召喚することもある。青年の姿を保っており、普段は仮面を被って老人のふりをしている。
若い頃に強盗殺人の罪で本土を永久追放され、流刑地だった黒首島の囚人になった。冴火を手に入れるために島の頭領を殺し自らが就任するが、統率力がなかったために慰み者として手放す。しかし、すぐに失脚し島を彷徨っているところをゴミのように捨てられた冴火を発見し保護した。次第にお互いを愛し合うようになるが、囚人たちに追われ追いつめられて湖に転落したところをうつぼ神から力を与えられ、再び島に君臨するようになる。最終決戦で覚醒した辻と対峙し、ミダレガミと共に戦うが敗れる。
- 能力

瞬間移動や悪霊召喚など、一族中最強の力がある。
鉄 要（くろがね かなめ）
利久の次男。眼鏡をかけた青年。残忍で狡知に長けた性格で、虚弱体質のために正面からは決して戦わない。辻の父親を惨殺した張本人の1人。
本来は後継者に選ばれるべき立場だったが、器量がなかったことから本家での扱いは相当低く、虐げられてきたらしく鬱憤が溜まっている。おおつごもりに仲間を集めてクーデターを目論見、ミダレガミの下へ向かうが三つ巴の親子同士の殺し合いに敗れ、重傷を負う。
- 能力

生霊を飛ばし相手を騙す。掟を破って二度目のうつぼ神への接触を行った結果、視力を失うが、黄泉花を操ることで相手を生きたまま黄泉に葬る『神隠しの技』を習得する（初回発動時は間違って味方を葬ってしまった）。
鉄 翠（くろがね すい）
利久の長女。着物を着た少女。非力そうに見えるが戦闘能力は高く、残忍かつ好戦的な性格。辻の父親を惨殺した張本人の1人。
「鉄家の使命」を盲信しており、亡き母親に会うことを望んでいる。生贄が少ないことにキレかかったミダレガミをなだめるために急遽、かねてからの望み通りに生贄に選ばれた。ミダレガミの前に連れて行かれるが、魂が汚れていたことから拒絶され、醜い亡者にされた母と再会させられ、真相を知り信念を打ち砕かれる。その現場にやってきた兄と父と三つ巴の殺し合いに勝利したが、覚醒した辻に敗れた。
- 能力

瞬間催眠能力の持ち主であり、目を見た人間の「恐怖」を操作する力を持つ。
鉄 萌（くろがね はじめ）
至道の長男。紗由の恋人で、鉄家の内通者。恋人の紗由を島から脱出させるために心霊部に手紙を出した。他の親族とは正反対と言っていいほど良識的な人物。本来は切れ長の目をしているが、普段の目つきは悪い。
実父・至道の暴力が原因で片目を失明しており、普段は伸ばした前髪で隠している。また、実母が自分の家族を含む鉄一族によって殺されたこともあり、鉄家に見切りをつけている。
うつぼ神の力を得てはいないが、親族の能力を把握しており、黒井の指導で格闘術を身に着けているため決して弱いわけではない。劇中ではその能力の知識やうつぼ神との契約方法を辻に伝え、一連の戦いにおける重要なキーパーソンとなった。最終的には鉄家の血筋の人間としては唯一生き残ることとなる。
鉄 松子（くろがね まつこ）
至道の長女。先端に刃物を付けた紐と、刃を仕込んだ帽子が武器。2号が念写したミダレガミの画像を心霊探偵部がサイトで公開したため、神罰を与えんと姫山高校に乗り込んでくるが、隊長の戦闘能力を知らなかったために返り討ちに遭う。顔面が陥没するほどの深手を負い、病院送りにされた。
鉄 月（くろがね ゆえ）
至道の次女。実の弟である萌に恋心を寄せており、萌の恋人である紗由に激しい憎悪の念を滾らせている。
2体の悪霊を使役して屋敷で紗由と隊長を襲うものの、隊長に悪霊を2体とも秒殺され、本人も隊長の不興を著しく買って背後から蹴りを喰らわせられた。それを恨んで、後に捕らえた隊長に対して凄惨な拷問を加えるが、目の前で心霊部の仲間を殺そうとしたことに激怒した隊長に逆襲され、脱出される。最後は彼女を信奉する一族の者たちの眼前で隊長と対峙するが、放った攻撃を悉くかわされ、肘で顔面を陥没させられた上、もぎ取られた前歯を脳天に突き刺され敗れた。
鉄 生良（くろがね きら）
至道の四男。刃物を仕込んだバットが武器。父親譲りの嗜虐性癖の持ち主で、自分を馬鹿にした女の耳を切り取るという鉄家のしきたりを忠実に守ろうとする。煉獄部屋が憧憬の的らしい。隊長に喧嘩を売るが、返り討ちに遭って歯をへし折られた。
鉄 春子（くろがね はるこ）、鉄 夏子（くろがね なつこ）、鉄 秋子（くろがね あきこ）
至道の三女・四女・五女の三姉妹。「冬子」という悪霊と連れ添っており、普段は非力だが憑依させることで身体能力が跳ね上がる。また、三姉妹揃ってドMである。
冬子と共に隊長を襲うが返り討ちに遭い、3人とも大太鼓の中に放り込まれて転がされた。
- 能力

少しでも触れたものを呪い殺す『呪いのたなごころ』をうつぼ神から授かった。
鉄 蜂郎（くろがね はちろう）
要の弟。要の忠実な下僕である。辻に目をやられ、自ら「ゴミ捨て場」（『柱』になり損ねた人間などが捨てられる場所）に転落した。

### 鉄一族の家系図
|              |              |              |              |              |              |  |  |              |              |              |              | 鉄 磊誠      |              |  |  |                                        |              |              |              |              |              |  |  |      |      |      |      |              |              |              |              |              |              |         |         |         |         |  |  |  |  |  |  |  |  |  |  |  |  |
|              |              |              |              |              |              |  |  |              |              |              |              |              |              |  |  |                                        |              |              |              |              |              |  |  |      |      |      |      |              |              |              |              |              |              |         |         |         |         |  |  |  |  |  |  |  |  |  |  |  |  |
|              |              |              |              |              |              |  |  |              |              |              |              |              |              |  |  |                                        |              |              |              |              |              |  |  |      |      |      |      |              |              |              |              |              |              |         |         |         |         |  |  |  |  |  |  |  |  |  |  |  |  |
| 龍生（長男） | 龍生（長男） | 龍生（長男） | 龍生（長男） | 龍生（長男） | 龍生（長男） |  |  | 利久（次男） | 利久（次男） | 利久（次男） | 利久（次男） | 利久（次男） | 利久（次男） |  |  | 至道（三男）                           | 至道（三男） | 至道（三男） | 至道（三男） | 至道（三男） | 至道（三男） |  |  | 伸子 | 伸子 | 伸子 | 伸子 | 伸子         | 伸子         |              |              | 辻 正男      | 辻 正男      | 辻 正男 | 辻 正男 | 辻 正男 | 辻 正男 |  |  |  |  |  |  |  |  |  |  |  |  |
| 龍生（長男） | 龍生（長男） | 龍生（長男） | 龍生（長男） | 龍生（長男） | 龍生（長男） |  |  | 利久（次男） | 利久（次男） | 利久（次男） | 利久（次男） | 利久（次男） | 利久（次男） |  |  | 至道（三男）                           | 至道（三男） | 至道（三男） | 至道（三男） | 至道（三男） | 至道（三男） |  |  | 伸子 | 伸子 | 伸子 | 伸子 | 伸子         | 伸子         |              |              | 辻 正男      | 辻 正男      | 辻 正男 | 辻 正男 | 辻 正男 | 辻 正男 |  |  |  |  |  |  |  |  |  |  |  |  |
|              |              |              |              |              |              |  |  |              |              |              |              |              |              |  |  |                                        |              |              |              |              |              |  |  |      |      |      |      |              |              |              |              |              |              |         |         |         |         |  |  |  |  |  |  |  |  |  |  |  |  |
|              |              |              |              |              |              |  |  | 要（次男）   | 要（次男）   | 要（次男）   | 要（次男）   | 要（次男）   | 要（次男）   |  |  | 松子（長女）                           | 松子（長女） | 松子（長女） | 松子（長女） | 松子（長女） | 松子（長女） |  |  |      |      |      |      | 晴子（長女） | 晴子（長女） | 晴子（長女） | 晴子（長女） | 晴子（長女） | 晴子（長女） |         |         |         |         |  |  |  |  |  |  |  |  |  |  |  |  |
|              |              |              |              |              |              |  |  | 要（次男）   | 要（次男）   | 要（次男）   | 要（次男）   | 要（次男）   | 要（次男）   |  |  | 松子（長女）                           | 松子（長女） | 松子（長女） | 松子（長女） | 松子（長女） | 松子（長女） |  |  |      |      |      |      | 晴子（長女） | 晴子（長女） | 晴子（長女） | 晴子（長女） | 晴子（長女） | 晴子（長女） |         |         |         |         |  |  |  |  |  |  |  |  |  |  |  |  |
|              |              |              |              |              |              |  |  | 翠（長女）   | 翠（長女）   | 翠（長女）   | 翠（長女）   | 翠（長女）   | 翠（長女）   |  |  | 月（次女）                             | 月（次女）   | 月（次女）   | 月（次女）   | 月（次女）   | 月（次女）   |  |  |      |      |      |      | 翔平（長男） | 翔平（長男） | 翔平（長男） | 翔平（長男） | 翔平（長男） | 翔平（長男） |         |         |         |         |  |  |  |  |  |  |  |  |  |  |  |  |
|              |              |              |              |              |              |  |  | 翠（長女）   | 翠（長女）   | 翠（長女）   | 翠（長女）   | 翠（長女）   | 翠（長女）   |  |  | 月（次女）                             | 月（次女）   | 月（次女）   | 月（次女）   | 月（次女）   | 月（次女）   |  |  |      |      |      |      | 翔平（長男） | 翔平（長男） | 翔平（長男） | 翔平（長男） | 翔平（長男） | 翔平（長男） |         |         |         |         |  |  |  |  |  |  |  |  |  |  |  |  |
|              |              |              |              |              |              |  |  |              |              |              |              |              |              |  |  | 萌（長男）                             |              |              |              |              |              |  |  |      |      |      |      |              |              |              |              |              |              |         |         |         |         |  |  |  |  |  |  |  |  |  |  |  |  |
|              |              |              |              |              |              |  |  |              |              |              |              |              |              |  |  |                                        |              |              |              |              |              |  |  |      |      |      |      |              |              |              |              |              |              |         |         |         |         |  |  |  |  |  |  |  |  |  |  |  |  |
|              |              |              |              |              |              |  |  |              |              |              |              |              |              |  |  | 春子（三女） 夏子（四女） 秋子（五女） |              |              |              |              |              |  |  |      |      |      |      |              |              |              |              |              |              |         |         |         |         |  |  |  |  |  |  |  |  |  |  |  |  |
|              |              |              |              |              |              |  |  |              |              |              |              |              |              |  |  |                                        |              |              |              |              |              |  |  |      |      |      |      |              |              |              |              |              |              |         |         |         |         |  |  |  |  |  |  |  |  |  |  |  |  |
|              |              |              |              |              |              |  |  |              |              |              |              |              |              |  |  | 生良（四男）                           |              |              |              |              |              |  |  |      |      |      |      |              |              |              |              |              |              |         |         |         |         |  |  |  |  |  |  |  |  |  |  |  |  |

### 鉄一族の配下
黒井 宗清（くろい そうせい）
鉄家の別邸「鬼雲館」の執事を勤める、口髭と丸眼鏡がトレードマークの中年男。萌に仕えており、彼と紗由の関係も承知している。
萌を案じる余り、一度は紗由を秘密裏に鉄家へ引き渡そうとするが、隊長の拳の前に敗北。それをきっかけに目が覚め、最期まで萌に協力する覚悟を決め、煉獄に囚われた紗由を救出して萌と共に鉄屋敷を脱出した。格闘術に加え、両手の指を全てチタン合金製の義指に変えており、それを武器として戦う。また、改心後の初登場時には顔面を切り裂くほどの強度を持つ特殊繊維でできたハンカチーフも武器としていた。
上記改心後は完全に鉄に反旗を翻した形となり、終始辻や隊長側に立って戦い続けた。最終的には萌・紗由とともに生き残る。
八咫烏（やたがらす）
島の住人の中でも、鉄一族の意向に忠実な実行部隊。辻と紗由を拉致し、煉獄部屋へ連行しようとしたが、乱入した隊長の手で全滅させられる。その後、鉄家の敷地で一晩療養。紗由を再度拉致することに意欲を見せるが、龍生の手でまとめて斬殺される。
湖花（こはる）
月の従者を務める少女。普段は無邪気だが、逆上すると手がつけられなくなる。月が隊長に倒されたことに逆上し襲撃するが、返り討ちにされた。
湖花の兄
月の従者を務める青年。辻に倒された。
おばさん達
鉄家の配下である3人組。3人でつるんで、よく井戸端会議をしている。
一見ただのおばさんではあるが、特殊な情報網を持ち、島のあらゆる事柄に精通。誰にも喋っていないことでも何故か知り得ており、この3人の井戸端会議で陰口を叩かれた人間は、必ず殺されると言われている。3人のうちの1人である山田（やまだ）が上空を飛ぶカラスの声を盗み聞くことで、知りえぬ情報も知ることができるようである。
辻、カエデ、三島の爺さんの3人を襲うが、タイムサービスやバーゲンの情報に弱い「おばさんの習性」を利用した作戦にまんまと引っかかり、撃退される。その後、放置され、辻とカエデをネタにした悪口合戦で盛り上がった。
鬼雄（きすけ）
至道の従者を務める少年。絵に描いたような臆病者のいじめられっ子だが、それなりの実力と反骨精神を持つ。要に敗れた。

### 黒首島の住人
三嶋 紗由（みしま さゆ）
ミダレガミに捧げる「柱」に選ばれた少女。その容姿は辻の姉に酷似している。妹の紗夜（さよ）は自身より先に「柱」として選ばれ殺されているという。実は鉄家からの養子。
三嶋の爺さん
紗由の祖父。紗由を救おうとしている。イノシシ捕獲のための罠で、おばさん達の1人を無力化した。
三嶋の婆さん
紗由の祖母。ミダレガミへの信仰が厚く、夫や紗由、心霊探偵部の面々の行動を非難する。しかし最終的には考えを改めるようになり、紗由をかばったことで龍生に殺された。
シズル
「うわばみ隊」のリーダーを務める女性。内通者の萌とは協力関係にある。
幼少の頃、鉄一族に家族（父、母、妹のユキエ）を殺された過去を持ち、自身と同じ境遇を持つ住民たちと共に反逆の狼煙を上げる。

### 悪霊

#### ゲスト関連
男子トイレの6月の霊
4年前の6月に男子トイレで意中の男子に告白したものの、拒絶されたためにその場で自殺を図った女生徒の悪霊。それ以来毎年6月に出没し、トイレで男子生徒の首を絞める。辻が心霊探偵部に入って最初に遭遇した霊。
旧校舎の日本兵
旧校舎が建つ前に存在していた軍施設に居た兵士たちの成れの果て。未だに何者かと戦い続けている。
丸協デパートの霊
丸協デパート姫山店に出没する悪霊。デパートの屋上から飛び降り自殺した女の霊で、無間地獄に陥り飛び降りを繰り返している。不運にも落下地点に居た人間を傷付けることに喜びを見出している。
呪いのベッドの霊
姫山総合病院の一室に設置されたベッドに憑依した霊団。人体実験を繰り返す医師たちとその犠牲者で、そこで眠る者の健康に被害を与える。
笑う霊
突如姫山高校に現れた霊。放課後の校内を徘徊し、出会った人を驚かす。ただし、基本的には人の前で笑うだけである。
圧子の霊
辻の霊への恐怖心を克服させる目的で隊長が辻を監禁した、とある廃屋に棲む少女の怨霊。母親の怨霊と共に家を訪れた人間を脅す。6歳で死んだらしい。
圧子の母親の霊
圧子の母親の怨霊で、圧子と共に来訪者を驚かす。

#### 黒首島関連
ミダレガミ / 冴火（さえか）
辻の姉を殺害した張本人で、黒首島で神と崇められる悪霊。黒首島においては「神聖なもの」「一種のタブー」として扱われている。隊長すらも軽々と退ける強大な霊力を持つ。
年に一度出現し、苦痛や絶望に満ちた生贄を好んで喰らうという。龍生が見たその姿は「全身を覆うほど長い白を持ち、両目を縫い付けた女」だったが、犠牲者の魂を吸収すると生前の美女の風貌となる。
明治時代、かつて自分を虐待していた両親を衝動的に殺害。両性具有者であったため「男」とみなされ、黒首島に流刑になる。そこで「女」と見込んだ磊誠の愛人となるが、彼に見捨てられ囚人たちの慰み者になり、精神的かつ肉体的に破壊されゴミのように捨てられた。
その後、失脚し島を彷徨っていた磊誠に発見・保護される。次第にお互いを愛し合うようになるが、囚人たちに追われ追いつめられて湖に転落したところをうつぼ神から力を与えられ、島に君臨する悪霊と化した。
最終決戦では、磊誠と共に覚醒した辻を圧倒したが反撃に転じられ暴走。力を付けるために汚れた魂を持つ鉄一族を殺して取り込んでいったため、魂の重さに耐えきれなくなった空間が破れ、永遠に脱出不可能な無間地獄に鉄一族と共に落ちていった。
切子（きりこ）
八咫烏のリーダーが使役する女の悪霊。元はリーダーの妻だったが、若い男と不倫をしたために殺され、悪霊となった。悪霊としては強力な部類であるようだったが、隊長に一蹴される。
群れ女（むれおんな）
黄泉の国に住む女たち。絶世の美女との噂を聞いた磊誠が興味本位で呼び出した。実際は醜女だったため、期待を裏切られて激怒した磊誠が散々にいたぶった末、森に放置した。
冬子（ふゆこ）
春子・夏子・秋子に連れ添っている悪霊。憑依することで身体能力を上げる能力を持つ。隊長に粉砕された。

## 用語
除霊
隊長が使用する除霊方法。霊に殴る・蹴る・投げるなどの直接的な暴行を加えることで恐怖を植え付け、現世から逃走させて相手を事実上の成仏に追い込むという型破りな手法。隊長の持つ「霊に触れる」という特異な霊感が為せる技で、除霊と呼ぶにはあまりに乱暴なそのやり口に、当初は辻も絶句していた。
黒首島
一日に一度の定期船でのみ渡航可能な辺境の島。古くからミダレガミを神と崇め奉り、「柱」と称して人身御供を捧げてきた。狂信的なミダレガミ信者である鉄一族に島全体が支配されており、島からの外出者は、余計なことを口走らないように口を糸で縫われるなどの罰を受ける。
ただし港はある程度整備されており、タイムサービスが行われるスーパーマーケットや100円ショップが存在する程度には開発されている模様。また、三日に一度の頻度で定期船が往復している。
実は辻の母親の出身地。元々は無人島だったが、明治時代に入り流刑地にされ、男性の重罪犯のみ収容していた。その中で磊誠が島を牛耳っていたが、流刑制度が廃止され罪人の家族たちが移住し、普通の島に変わり始める。しかし、冴火がミダレガミとなり磊誠が復権したことによって磊誠の血を引く鉄一族のみが自由に行動できる場所になった。
鉄一族
黒首島を牛耳る家系。うつぼ神との接触によって超常的な能力を持ち、一部の者は死霊を使役している。ほとんどの者は残虐非道な性格で、施しに関係なく娯楽で殺人を犯すほど堕落している。
第二次大戦中に軍の一部と結託してアヘンを納入し莫大な富を得、その後も芥子を大量に栽培し麻薬を資金源としている。
心霊探偵部とうわばみ隊の活躍によって崩壊し、最終決戦でミダレガミもろとも無間地獄に堕ち全滅する。
煉獄部屋
鉄一族の屋敷の中にある拷問部屋。黒首島を訪れた迂闊な渡航者や、鉄一族の者に反抗したり目を付けられたりした島の住人が連行され、凄惨な拷問を受ける。
施し
ミダレガミに捧げる生贄に対して、煉獄部屋で行われる拷問。心理的にも肉体的にもあらゆる苦痛を与え絶望させる行為であり、手段は施しを行う人間によって変わる。神聖な儀式とされているが、鉄一族のほぼ全員は施しを娯楽として見ている。
柱
施しを受け、年に一度ミダレガミに捧げられる人間。主に島の村民の女子供だが、本土からも連れて来られ、鉄一族の者ですら選ばれることもある。拷問に耐えきれず柱になり損ねた人間は、煉獄部屋の奥の血の池のような場所（要いわく「ゴミ捨て場」）に捨てられる。辻の母親は柱になる予定の人間だった。
うつぼ神
黒首島の中でも一部の者しか存在を知らない神で、ミダレガミと違い、その出自は不明。
人間の魂を捧げた者に見返りとして超常の力を与える性質を持ち、鉄一族の者たちはうつぼ神から直接的な力の源を得ている。捧げた魂が多いほど強い力を得られると信じられている。
力は掟により一人につき一回のみ与えられ、違反したものは処刑される。掟で禁じられているとはいえ同じ人間が複数回交信すること自体は可能だが、本人の身に大きな代償を強いるものであり、作中では2度目の交信をした要が代償として視力を失っている。
詳細は不明だが捧げられた魂は完全に消滅はしないようであり、辻がミダレガミを倒した際に天に昇っていく魂には辻の契約の際に自ら贄になった魂も含まれていた。
うわばみ隊
鉄一族に反抗するレジスタンス集団。鉄一族によって家族を殺された者たちによって構成される。
島を訪れた心霊探偵部に接触、花岡の協力条件を受け入れ、おおつごもりを阻止するために村人ともに一斉蜂起する。
おおつごもり
年に一度、12月31日に鉄一族が主催するミダレガミ降臨の祭典。柱たちはその日、一斉に様々な方法で惨殺され、その魂は黄泉で永遠に苦しむ。
ミダレガミの要求によって、柱は年々増加し、心霊探偵部が島に来た年は300人だった。

## 書誌情報
- 押切蓮介 『ゆうやみ特攻隊』 講談社〈シリウスKC〉、全13巻
  1. 2007年7月6日発売[1]、ISBN 978-4-06-373078-4
  2. 2008年3月6日発売[1]、ISBN 978-4-06-373106-4
  3. 2008年9月5日発売[1]、ISBN 978-4-06-373127-9
  4. 2009年4月6日発売[1]、ISBN 978-4-06-373168-2
  5. 2009年11月20日発売[1]、ISBN 978-4-06-373196-5
  6. 2010年6月9日発売[1]、ISBN 978-4-06-376225-9
  7. 2011年4月8日発売[1]、ISBN 978-4-06-376253-2
  8. 2011年10月7日発売[1]、ISBN 978-4-06-376291-4
  9. 2012年4月9日発売[1]、ISBN 978-4-06-376334-8
  10. 2012年11月9日発売[1]、ISBN 978-4-06-376366-9
  11. 2013年6月7日発売[1]、ISBN 978-4-06-376406-2
  12. 2014年1月9日発売[1]、ISBN 978-4-06-376440-6
  13. 2014年8月6日発売[1]、ISBN 978-4-06-376481-9

## 3Dショートムービー
姫山高校心霊探偵部日誌 〜助けておくれ!! 古井戸に落ちてしまった悲劇の少年がそこで見てしまった恐ろしい存在とは一体なんだ!? 誰もが予想できない存在がそこに居るなんて誰も予想できない。〜
第4巻購入者特典の期間限定配信の約3分間の3DCG短編。単行本帯に記載されているアドレスで鑑賞が可能であった。音楽は押切蓮介の書き下ろし新曲。ホラーでありながらコミカルな演出となっている。また2009年11月20日には第5巻発売記念として公式サイトで一般公開されている。
スタッフ
- コンテ・音楽 - 押切蓮介
- 演出・モデリング・CGワーク・題字・ムービー制作 - Moch